# Carlo II di Löwenstein-Wertheim-Rosenberg
Carlo, Principe di Löwenstein-Wertheim-Rosenberg (Kleinheubach, 8 febbraio 1904 – Kleinheubach, 23 agosto 1990), fu, tra il 1952 e il 1990, il capo del mediatizzato Casato di Löwenstein-Wertheim-Rosenberg, la linea cadetta cattolica dei Principi di Löwenstein-Wertheim, esso stesso il ramo patrilinearmente maggiore ma morganatico del casato reale di Wittelsbach, che regnarono sul Regno di Baviera fino al 1918.

## Gioventù e attività politica
Carlo nacque a Kleinheubach, come terzogenito ed primo figlio maschio di Aloisio, Principe di Löwenstein-Wertheim-Rosenberg e di sua moglie, la contessa Josephine Kinsky von Wchnitz und Tettau. Lui e le sue sorelle hanno trascorso la loro infanzia a Bronnbach, e Aloisio ha frequentato la scuola a Miltenberg. Fu educato presso il collegio dei gesuiti Stella Matutina di Feldkirch e in seguito studiò filosofia e giurisprudenza a Innsbruck, Monaco e Würzburg. Nel 1928 si laureò in diritto presso la suddetta università. Esponente di spicco della gioventù cattolica, tra il 1933 e il 1938 fu a capo della Verbandes Wissenschaftlichen Katholischen Studentevereine Unitas, la corporazione degli studenti cattolici che fu soppressa nel 1938 dai nazisti. Ciononostante, al Katholikentag del 1931, tenutosi a Norimberga, il principe elogiò alcuni aspetti dello stato fascista, e da allora il principe guardò con simpatia al Duce, che per lui rappresentava una buona alternativa alla democrazia. Successivamente giunse ad appoggiare scopertamente il regime nazista: nel 1934 entrò nel corpo studenti delle SA e giunse persino a denunciare alle autorità il cugino Udo di Löwenstein-Wertheim-Rosemberg, noto esponente del mondo giovanile liberale, il quale dovette rifugiarsi negli USA. Dopo il 1945 Carlo non tornò più sul suo passato nazista.

## Carriera
Nel 1948 successe al padre (il quale, al contrario, era sempre stato uno strenuo oppositore dell'ideologia nazionalsocialista, che considerava anticristiana), come presidente del Comitato Centrale dei Cattolici Tedeschi (Zentralkontees der deutschen Katholiken), un incarico di grande importanza nel mondo politico, sociale e culturale tedesco, e che, prima di lui, avevano ricoperto diversi membri della sua famiglia e parenti, tra i quali il nonno Carlo, poi frate domenicano, e il conte Clemens Heidenreich Droste zu Vischering, un lontano cugino. Molto vicino alla politica del cancelliere Konrad Adenauer, ebbe un ruolo anche durante il Concilio Vaticano II prodigandosi per il dialogo con le chiese evangeliche. in particolare attraverso il pastore Reinhold von Thadden-Trieglaff, il quale, diversamente da Carlo, era stato un fervente antinazista. Nel 1967 il giornalista Leo Waltermann rese noto il ruolo avuto dal principe Carlo durante gli anni '30, costringendolo alle dimissioni dal suo incarico di leadership tra i cattolici tedeschi. Da allora il principe si ritirò a vita privata fino alla morte avvenuta nel 1990.

## Matrimonio e famiglia
Il principe Carlo II sposò a Roma nel 1935 la contessa Carolina Rignon (1904-1975), figlia del conte Edoardo Rignon e di Maria, a sua volta figlia di Carlo Felice Nicolis, conte di Robilant; ebbero sette figli:
- Principessa Maria (1935-), ha sposato l'arciduca Giuseppe Arpád d'Asburgo-Lorena
- Principessa Giuseppina (1937-); ha sposato il principe Alessandro del Liechtenstein ed è madre di Stefan;
- Principessa Monica (1939-), ha sposato Jaime Mendez de Vigo y Arco
- Principessa Cristina (1940-); ha sposato l'arciduca Michele d'Asburgo-Lorena
- Aloisio, Principe di Löwenstein-Wertheim-Rosenberg (1941-); ha sposato la principessa Anastasia di Prussia
- Principessa Elisabetta-Alessandra (1944-), ha sposato José Maria Trénor y Suarez de Lezo, marchese di Serdañola
- Principessa Lioba (1946-), ha sposato il principe Moritz zu Oettingen-Oettingen und Oettingen-WAllerstein

## Ascendenza
|                                                        |                                                           |                                                              | Genitori                                                   |  |  | Nonni |  |  | Bisnonni                                                         |  |  | Trisnonni                                                |  |
|                                                        |                                                           |                                                              |                                                            |  |  |       |  |  | Costantino, Principe Ereditario di Löwenstein-Wertheim-Rosenberg |  |  | Carlo Tommaso, Principe di Löwenstein-Wertheim-Rosenberg |  |
|                                                        |                                                           |                                                              |                                                            |  |  |       |  |  | Costantino, Principe Ereditario di Löwenstein-Wertheim-Rosenberg |  |  | Carlo Tommaso, Principe di Löwenstein-Wertheim-Rosenberg |  |
|                                                        |                                                           | Sofia di Windisch-Grätz                                      |                                                            |  |  |       |  |  | Costantino, Principe Ereditario di Löwenstein-Wertheim-Rosenberg |  |  |                                                          |  |
| Carlo I, Principe di Löwenstein-Wertheim-Rosenberg     |                                                           |                                                              |                                                            |  |  |       |  |  | Costantino, Principe Ereditario di Löwenstein-Wertheim-Rosenberg |  |  |                                                          |  |
|                                                        |                                                           | Agnese di Hohenlohe-Langenburg                               | Carlo Ludovico I di Hohenlohe-Langenburg                   |  |  |       |  |  |                                                                  |  |  |                                                          |  |
|                                                        |                                                           | Agnese di Hohenlohe-Langenburg                               | Carlo Ludovico I di Hohenlohe-Langenburg                   |  |  |       |  |  |                                                                  |  |  |                                                          |  |
|                                                        |                                                           | Agnese di Hohenlohe-Langenburg                               | Amalia Enrichetta di Solms-Baruth                          |  |  |       |  |  |                                                                  |  |  |                                                          |  |
| Aloisio, VII Principe di Löwenstein-Wertheim-Rosenberg |                                                           | Agnese di Hohenlohe-Langenburg                               |                                                            |  |  |       |  |  |                                                                  |  |  |                                                          |  |
|                                                        |                                                           | Aloisio II, Principe del Liechtenstein                       | Giovanni I Giuseppe, Principe del Liechtenstein            |  |  |       |  |  |                                                                  |  |  |                                                          |  |
|                                                        |                                                           | Aloisio II, Principe del Liechtenstein                       | Giovanni I Giuseppe, Principe del Liechtenstein            |  |  |       |  |  |                                                                  |  |  |                                                          |  |
|                                                        |                                                           | Aloisio II, Principe del Liechtenstein                       | Langravia Giuseppa di Fürstenberg-Weitra                   |  |  |       |  |  |                                                                  |  |  |                                                          |  |
| Principessa Sofia del Liechtenstein                    |                                                           | Aloisio II, Principe del Liechtenstein                       |                                                            |  |  |       |  |  |                                                                  |  |  |                                                          |  |
|                                                        |                                                           | Franziska Kinsky von Wchinitz und Tettau                     | Conte Franz de Paula Joseph Kinsky von Wchinitz und Tettau |  |  |       |  |  |                                                                  |  |  |                                                          |  |
|                                                        |                                                           | Franziska Kinsky von Wchinitz und Tettau                     | Conte Franz de Paula Joseph Kinsky von Wchinitz und Tettau |  |  |       |  |  |                                                                  |  |  |                                                          |  |
|                                                        |                                                           | Franziska Kinsky von Wchinitz und Tettau                     | Contessa Theresia von Wrbna und Freudenthal                |  |  |       |  |  |                                                                  |  |  |                                                          |  |
| Carlo, VIII Principe di Löwenstein-Wertheim-Rosenberg  |                                                           | Franziska Kinsky von Wchinitz und Tettau                     |                                                            |  |  |       |  |  |                                                                  |  |  |                                                          |  |
|                                                        | Conte Joseph Erwin Sidonius Kinsky von Wchnitz und Tettau | Conte Ferdinand Johann Nepomuk Kinsky von Wchnitz und Tettau |                                                            |  |  |       |  |  |                                                                  |  |  |                                                          |  |
|                                                        | Conte Joseph Erwin Sidonius Kinsky von Wchnitz und Tettau | Conte Ferdinand Johann Nepomuk Kinsky von Wchnitz und Tettau |                                                            |  |  |       |  |  |                                                                  |  |  |                                                          |  |
|                                                        | Conte Joseph Erwin Sidonius Kinsky von Wchnitz und Tettau | Baronessa Marie Charlotte von Kerpen                         |                                                            |  |  |       |  |  |                                                                  |  |  |                                                          |  |
| Conte Friedrich Carl Kinsky von Wchnitz und Tettau     | Conte Joseph Erwin Sidonius Kinsky von Wchnitz und Tettau |                                                              |                                                            |  |  |       |  |  |                                                                  |  |  |                                                          |  |
|                                                        |                                                           | Contessa Maria Czernin von und zu Chudenitz                  | Conte Wolfgang Maria Czernin von und zu Chudenitz          |  |  |       |  |  |                                                                  |  |  |                                                          |  |
|                                                        |                                                           | Contessa Maria Czernin von und zu Chudenitz                  | Conte Wolfgang Maria Czernin von und zu Chudenitz          |  |  |       |  |  |                                                                  |  |  |                                                          |  |
|                                                        |                                                           | Contessa Maria Czernin von und zu Chudenitz                  | Contessa Maria Antonia di Salm-Neunurg                     |  |  |       |  |  |                                                                  |  |  |                                                          |  |
| Contessa Josephine Kinsky von Wchnitz und Tettau       |                                                           | Contessa Maria Czernin von und zu Chudenitz                  |                                                            |  |  |       |  |  |                                                                  |  |  |                                                          |  |
|                                                        |                                                           | Conte Alphons von Mendsdorff-Pouilly                         | Conte Emanuele di Mensdorff-Pouilly                        |  |  |       |  |  |                                                                  |  |  |                                                          |  |
|                                                        |                                                           | Conte Alphons von Mendsdorff-Pouilly                         | Conte Emanuele di Mensdorff-Pouilly                        |  |  |       |  |  |                                                                  |  |  |                                                          |  |
|                                                        |                                                           | Conte Alphons von Mendsdorff-Pouilly                         | Principessa Sofia di Sassonia-Coburgo-Saalfeld             |  |  |       |  |  |                                                                  |  |  |                                                          |  |
| Contessa Julia von Mendsdorff-Pouilly                  |                                                           | Conte Alphons von Mendsdorff-Pouilly                         |                                                            |  |  |       |  |  |                                                                  |  |  |                                                          |  |
|                                                        |                                                           | Contessa Theresia von Dietrichstein-Nikolsburg               | Conte Franz Xavier Joseph von Dietrichstein-Nikolsburg     |  |  |       |  |  |                                                                  |  |  |                                                          |  |
|                                                        |                                                           | Contessa Theresia von Dietrichstein-Nikolsburg               | Conte Franz Xavier Joseph von Dietrichstein-Nikolsburg     |  |  |       |  |  |                                                                  |  |  |                                                          |  |
|                                                        |                                                           | Contessa Theresia von Dietrichstein-Nikolsburg               | Rosa Wallis von Karighmain                                 |  |  |       |  |  |                                                                  |  |  |                                                          |  |
|                                                        |                                                           | Contessa Theresia von Dietrichstein-Nikolsburg               |                                                            |  |  |       |  |  |                                                                  |  |  |                                                          |  |